# Thomas Gardner
Thomas Earl Gardner, conhecido simplesmente como Thomas Gardner, nasceu no dia 8 de Fevereiro de 1985 na cidade de Portland, Oregon. É um ex-jogador profissional de basquetebol de nacionalidade norte americana que defendeu os Chicago Bulls e Atlanta Hawks em 2006 e 2008 respectivamente na National Basketball Association.